# 洞朗
27°18′N 88°56′E / 27.300°N 88.933°E
洞朗（藏語：གདོང་ལམ，藏语拼音：Donglam，印度稱為Doka La，不丹與其他國家稱此為Doklam）是毗邻中国、不丹和印度三国交界处的狭长高原。
1998年，中国和不丹签署书面协议达成一致，同意维护该地区的和平与现状。2017年6月，印度军队越界阻止中国在这一地区修路，引发了中印之间长达71天的对峙。

## 地理
参见：洞郎地区边界线 
洞朗北接下亚东乡的亚拉池、夏巨拉（4429米）；西以巴塘拉（4545米）、恩穷拉、拉恩久（4630米）、多卡拉(4283米)等一线分水岭山脊与印度交界；西南自吉姆马珍山（原“支莫挚山”，为中、不、印三国交界点）开始，沿东南方向的切日（4325）、切拉日东山（4164米）、仁岗贡（3932米）等一线山脊，最南达姐普拉（姐普山口）与不丹国为邻；至东与卓木麻曲相连，与下亚东乡的鲁林，当比山、恰尔塘等地隔河（卓木麻曲）相望；东北至色布、沈久拉（4200米）、果拉等地。洞朗地区距西北方向的中印边境乃堆拉山口约15公里。
洞朗面积约100平方公里，地势西北高，东南低，是西藏春丕河谷的一部分，海拔由吉姆马珍山的4363米逐渐下降到姐普拉山口的3145米，海拔最低点为康布麻曲（Torsa）出境（不丹）处，为1655米。洞朗地区北部小湖泊较多，有大小草场30个，东南部森林资源丰富。该地历来为下亚东牧民的夏季草场。

## 历史
1861年2月英國入侵哲孟雄（今錫金），哲孟雄国王在3月28日和英屬印度签订了庭姆隆條約，哲孟雄成為英國的保護國。1890年，清政府和英国签订《中英会议藏印条约》。清朝承認哲孟雄為英國的保護國，并劃定哲孟雄與西藏的邊界。
|  | 藏、哲之界，以自布坦交界之支莫挚山起，至廓尔喀边界止，分哲属梯斯塔及近山南流诸小河，藏属莫竹及近山北流诸小河，分水流之一带山顶为界。 |

但是不丹並沒有簽署此條約或其他和中國劃界的條約。

### 2017年中印洞朗地区对峙
2017年6月，雖然印度官方並未宣稱對洞朗地區擁有主权，但以「中國侵犯不丹主權」、「印度支持不丹主權」為由，批准印度军队越过中印边界，阻止中国在該地修建道路，並与中国军队对峙。